# Breaux Greer
Edward Ray Breaux Greer (Houston, 19 de outubro de 1976) é um atleta norte-americano, especialista no lançamento de dardo.
Ganhou a medalha de bronze no Pan Americano de Santo Domingo 2003, e no campeonato mundial de Osaka 2007. Participou dos Jogos Olímpicos de Sydney 2000 e Atenas 2004, obtendo o 12º lugar em ambos. Em Pequim 2008 ficou em 22º lugar, não obtendo vaga na final.
Em 2007 obteve a marca de 91,29m no dardo, o que o transformou, à época, no 9º melhor atleta da História da prova. Naquele momento, apenas 8 lançadores tinham marcas melhores que ele. Esta marca também foi recorde norte-americano da prova.